# فرودگاه راتمالانا
 فرودگاه راتمالانا (به انگلیسی: Ratmalana Airport) یک فرودگاه همگانی و نظامی با کد یاتا RML است که یک باند فرود آسفالت دارد و طول باند آن ۱۸۳۳ متر است. این فرودگاه در کشور سری‌لانکا قرار دارد و در ارتفاع ۵ متری از سطح دریا واقع شده است.

## شرکت‌های هواپیمایی و مقصدهای پروازی

### Passenger flights
| شرکت‌های هواپیمایی   | مقصدهای پروازی |
| ------------------- | --- |
| Air Senok           | چارتر: اس‌ال‌ای‌اف انوردهاپورا، اس‌ال‌ای‌اف بتیکالوا، اس‌ال‌ای‌اف چاینا بی، ماتالا، اس‌ال‌ای‌اف پالالی، اس‌ال‌ای‌اف کوگالا، Sigiriya                  |
| فیتس‌ایر             | چارتر: اس‌ال‌ای‌اف انوردهاپورا، اس‌ال‌ای‌اف بتیکالوا، اس‌ال‌ای‌اف چاینا بی، ماتالا، اس‌ال‌ای‌اف پالالی، اس‌ال‌ای‌اف کوگالا، Sigiriya، اس‌ال‌ای‌اف واونیا |
| Helitours           | ماتالا، اس‌ال‌ای‌اف پالالی، اس‌ال‌ای‌اف چاینا بی چارتر: اس‌ال‌ای‌اف انوردهاپورا، اس‌ال‌ای‌اف بتیکالوا, اس‌ال‌ای‌اف کوگالا، Sigiriya، اس‌ال‌ای‌اف واونیا  |
| Maldivian           | ابراهیم نصیر |
| Millennium Airlines | چارتر: اس‌ال‌ای‌اف انوردهاپورا، اس‌ال‌ای‌اف پالالی، اس‌ال‌ای‌اف کوگالا، Sigiriya، اس‌ال‌ای‌اف چاینا بی                                             |

### Cargo flights
| شرکت‌های هواپیمایی | مقصدهای پروازی                                                                              | Terminal |
| ----------------- | ------------------------------------------------------------------------------------------- | -------- |
| فیتس‌ایر           | کویمباتور، کوچین، چاتراپاتی شیواجی، کوالالامپور، اس‌ال‌ای‌اف چاینا بی، ماتالا، اس‌ال‌ای‌اف پالالی | 2        |

### Lodger Squadrons
- No. 2 Heavy Transport Squadron
- No. 8 Light Transport Squadron